# Calendario attico
Il calendario attico era un antico calendario composto da dodici mesi usato dagli ateniesi. Nell'antica Grecia non c'era un solo calendario, ma ogni città aveva il proprio.
La forma del calendario attico a noi pervenuta fu fissata sotto la legislatura di Solone.
I mesi, lunari, si susseguivano con la periodicità di ventinove e trenta giorni; l'ultimo giorno di un mese era detto ἕνη καὶ νέα, "vecchio e nuovo"; questo nome era stato creato da Solone, che però lo riferiva solo ai mesi di trenta giorni.
I mesi erano dodici e, per evitare lo sfasamento rispetto alle stagioni, si aggiungeva periodicamente un mese intercalare.
L'inizio dell'anno era determinato dal solstizio d'estate: il primo mese, Ecatombeone, cominciava con la prima luna nuova dopo il solstizio.
Il giorno di inizio dell'anno, rispetto al calendario moderno, cadeva fra l'ultima decade di giugno e le prime due di luglio.

## Suddivisione mensile
Il calendario aveva la seguente suddivisione mensile:
| Estate (Θέρος)       | Estate (Θέρος) | Estate (Θέρος) | Estate (Θέρος)    |
| -------------------- | -------------- | -------------- | ----------------- |
| 1                    | Ecatombeone    | Ἑκατομβαιών    | luglio-agosto     |
| 2                    | Metagitnione   | Μεταγειτνιών   | agosto-settembre  |
| 3                    | Boedromione    | Βοηδρομιών     | settembre-ottobre |
| Autunno (Φθινόπωρον) |                |                |                   |
| 4                    | Pianepsione    | Πυανεψιών      | ottobre-novembre  |
| 5                    | Maimatterione  | Μαιμακτηριών   | novembre-dicembre |
| 6                    | Posideone      | Ποσειδεών      | dicembre-gennaio  |
| Inverno (Χεῖμα)      |                |                |                   |
| 7                    | Gamelione      | Γαμηλιών       | gennaio-febbraio  |
| 8                    | Antesterione   | Ἀνθεστηριών    | febbraio-marzo    |
| 9                    | Elafebolione   | Ἑλαφηβολιών    | marzo-aprile      |
| Primavera (Ἔαρ)      |                |                |                   |
| 10                   | Munichione     | Μουνιχιών      | aprile-maggio     |
| 11                   | Targelione     | Θαργηλιών      | maggio-giugno     |
| 12                   | Sciroforione   | Σκιροφοριών    | giugno-luglio     |

Di questi mesi il più noto è l'ottavo, Antesterione (anthesterion), sul quale si possiedono ampie testimonianze, dal momento che in esso si tenevano le Antesterie (da cui prende il nome), feste dedicate a Dioniso che celebravano la fine dell'inverno e l'inizio della primavera.
Dal quinto giorno del mese di Boedromione si svolgevano invece i riti di genesi, giorni destinati ad onorare i defunti.
Al fine di sincronizzare il computo lunare dei mesi con quello solare degli anni, dopo due anni composti di dodici mesi lunari (pari a 354 giorni) ne seguiva un terzo composto di tredici mesi (pari a 384 giorni), aggiungendo dopo Posideone (sesto mese del calendario) il Posideone II. Quest'alternanza di anni di 12 e 13 mesi portava la durata media dell'anno a 364 giorni, vicino alla durata dell'anno solare, che è di circa 365 giorni e un quarto.